# 四犬
四犬，又稱四狗、四猛、四勇等，即成吉思汗（铁木真）座下四名大將：者勒蔑、忽必来、哲别、速不台，合稱「四犬」。

## 分述
- 者勒蔑，又作济拉玛，在这四个人当中，者勒蔑和铁木真关系是最紧密的，相处时间很长。他曾经救过铁木真的命，所以很得信任。开禧二年（1206），蒙古国建立时，被封为千户长，为十大功臣之一，享有九次犯罪不罚的特权，相当于有九个传说中的免死金牌。
- 忽必来，又作虎必来，早年与弟弟忽都思一起投靠铁木真，随从参加统一蒙古各部战争。开禧二年（1206）蒙古国建立时，被封为千户长，并总管汗国军务，为十大功臣之一。
- 哲别，又作只别、者别，原名只儿豁阿歹，蒙古别速惕部人，箭法如神。1201年投降铁木真，当1206年铁木真建立大蒙古国，接受成吉思汗称号编组千户时，哲别是他委任的95个千户长之一。
- 速不台，享有“野战之王”的称号，被广为人知的是他是古代征战范围最广的将军，东到高句丽，西到波兰，北到羅荒野，南抵河南。